# 달전이궤도투입

TLI. 지구 궤도의 빨간점에서 로켓 점화를 한다.

달전이궤도투입(trans-lunar injection, TLI)은 인공위성이 달에 도착하는 방법이다. 보통 TLI를 달전이궤도라고 부르기도 한다.

## 설명
TLI를 사용한 최초의 시도는, 1959년 1월 2일 발사된 소련의 루나 1호이다.
TLI를 수행한 최초의 유인우주선은 1968년 12월 21일에 발사된 아폴로 8호이다. 지구 저궤도를 이탈한 최초의 인간이다. 1968년 12월 21일 발사 후, 아폴로 8호는 사흘 만에 달에 도착하였다. 궤도를 도는 20시간 중 승무원들은 크리스마스 이브 텔레비전 방송을 하였다. 이들은 성서의 창세기를 읽었는데, 이 순간 미국 텔레비전 프로그램의 시청률은 역대 최고를 기록했다.
아폴로 8호는 지구전이궤도투입(trans-Earth injection, TEI)을 통해 지구에 귀환했다. 우주선이 화성에 도착하려면, 화성전이궤도투입(trans-Mars injection, TMI)을 해야만 한다. 즉, 우주선이 엔진을 끄고 중력에 이끌려 탄도 비행을 하여 화성 지면에 낙하할 때 진입하는 궤도가 화성전이궤도이고, 이 궤도에 우주선을 투입하는 것이 화성전이궤도투입이다.
2020년 12월 1일, 중국국가항천국(CNSA)은 창어 5호가 오후 11시 11분(현지시간) 계획한 지점에 착륙하고 달 표면 사진을 보내왔다고 발표했다. TLI를 수행해 달에 착륙했다. 창어 5호는 창정 5호 로켓으로 발사되었다. 창정 5호 로켓은 25톤 인공위성을 지구 저궤도에 운반할 수 있으며, TLI 임무에는 9.4톤의 우주선을 운반할 수 있다. 창어 5호의 무게는 8.2톤이다. 우주인 3명이 탑승하는 러시아 소유즈 우주선이 7.2톤이다. 즉, 유인우주선 보다 약간 무거우면 무인 로버를 달에 착륙시켰다가 회수해 올 수 있다.